# Pohlia revolvens
Pohlia revolvens är en bladmossart som beskrevs av Noguchi 1953. Pohlia revolvens ingår i släktet nickmossor, och familjen Bryaceae. Inga underarter finns listade i Catalogue of Life.